# Obština Bjala (Ruse)
Obština Bjala (bulharsky Община Бяла) je bulharská jednotka územní samosprávy v Rusenské oblasti. Leží ve středním Bulharsku na rozhraní Předbalkánu a Dolnodunajské nížiny. Sídlem obštiny je město Bjala, kromě něj zahrnuje obština 10 vesnic. Žije zde téměř 13 tisíc obyvatel.

## Sídla
| - Bistrenci - Bjala (sídlo správy) - Bosilkovci - Botrov | - Drjanovec - Koprivec - Lom Čerkovna - Pejčinovo | - Pet Kladenci - Polsko Kosovo - Stărmen |

## Sousední obštiny
| Růžice kompasu | Cenovo         | Borovo               | Dve Mogili | Růžice kompasu |
| Růžice kompasu | Svištov        | Sever                | Popovo     | Růžice kompasu |
| Růžice kompasu | Svištov        | Obština Bjala (Ruse) | Popovo     | Růžice kompasu |
| Růžice kompasu | Svištov        | Jih                  | Popovo     | Růžice kompasu |
| Růžice kompasu | Polski Trămbeš | Stražica             |            | Růžice kompasu |

## Obyvatelstvo
K 15. září 2024 v obštině žilo 12 684 obyvatel a bylo zde trvale hlášeno 13 397 obyvatel. Podle sčítání 7. září 2021 bylo národnostní složení následující:
- Bulhaři: 8 098 (80.5 %)
- Romové: 1 159 (11.5 %)
- Turci: 719 (7.1 %)
- ostatní[p 3]: 88 (0.9 %)

V období 2011 až 2021 v obštině ubylo 2 040 obyvatel.